# Водолій (фільм)
«Водолій» (англ. Aquarius) — бразильський драматичний фільм, знятий Клебером Мендоніча Філго. Світова прем'єра стрічки відбулась 17 травня 2016 року на Каннському кінофестивалі. Фільм розповідає про 65-річну вдову на ім'я Клара, яка володіє елітним помешканням «Водолій», котре хоче привласнити настирлива компанія. 

## У ролях
- Соня Брага — Клара
- Джефф Росік — Колін
- Ірандір Сантус
- Маеве Жінкінгз
- Джулія Бернат
- Карла Рібаш

## Нагороди й номінації
| Список нагород і номінацій        | Список нагород і номінацій | Список нагород і номінацій      | Список нагород і номінацій | Список нагород і номінацій | Список нагород і номінацій |
| Кінопремія                        | Дата церемонії             | Категорія                       | Номінант(и)                | Результат                  | Дж                         |
| --------------------------------- | -------------------------- | ------------------------------- | -------------------------- | -------------------------- | -------------------------- |
| Каннський кінофестиваль           | 22 травня 2016             | «Золота пальмова гілка»         | «Водолій»                  | Номінація                  |                            |
| Синдикат французьких кінокритиків | 2016                       | Найкращий іноземний фільм       | «Водолій»                  | Перемога                   |                            |
| Премія «Сезар»                    | 24 лютого 2017             | Найкращий фільм іноземною мовою | «Водолій»                  | Номінація                  | [ 2 ]                      |
| Премія «Незалежний дух»           | 25 лютого 2017             | Найкращий фільм іноземною мовою | «Водолій»                  | Номінація                  | [ 3 ]                      |